# Чамниан Сантисукнирам, Луи
Луи Чамниан Сантисукнирам (тайск. หลุยส์ จำเนียร สันติสุขนิรันดร์, 30.10.1942 г., провинция Накхонпханом, Таиланд) — католический прелат, епископ Накхонсавана с 5 ноября 1998 года по 1 июля 2005 год, архиепископ Тхари и Нонсенга с 1 июля 2005 года.

## Биография
Луи Чамниан Сантисукнирам родился 30 октября 1942 года в провинции Накхонпханом, Таиланд. 17 мая 1970 года был рукоположён в священника Римским папой Павлом VI.
5 ноября 1998 года Римский папа Иоанн Павел II назначил Луи Чамниана Сантисукнирама епископом Накхонсавана. 23 января 1999 года состоялось рукоположение Луи Чамниана Сантисукнирама в епископа, которое совершил кардинал Михаил Мичаи Китбунчу в сослужении с епископом Накхонсавана Иосифом Банчонг Арибагом и архиепископом Тхари и Нонсенга Лаврентием Кхай Сэнпхононом.
1 июля 2005 года Римский папа Бенедикт XVI назначил Луи Чамниана Сантисукнирама архиепископом Тхира и Нонсенга.